# Arsikere
Arsikere är en ort i Indien.   Den ligger i distriktet Hassan och delstaten Karnataka, i den södra delen av landet, 1 700 km söder om huvudstaden New Delhi. Arsikere ligger 809 meter över havet och antalet invånare är 44 269.
Terrängen runt Arsikere är platt åt sydväst, men åt nordost är den kuperad. Runt Arsikere är det tätbefolkat, med 297 invånare per kvadratkilometer. Arsikere är det största samhället i trakten. Trakten runt Arsikere består till största delen av jordbruksmark.